# Parafia św. Jana Ewangelisty w Chobrzanach
Parafia św. Jana Ewangelisty w Chobrzanach – parafia rzymskokatolicka znajdująca się w diecezji sandomierskiej w dekanacie Klimontów. 
Do parafii przynależą: Bystrojowice, Byszów, Chobrzany, Faliszowice, Gorzyczany, Jachimowice, Janowice), Ryłowice, Strączków.

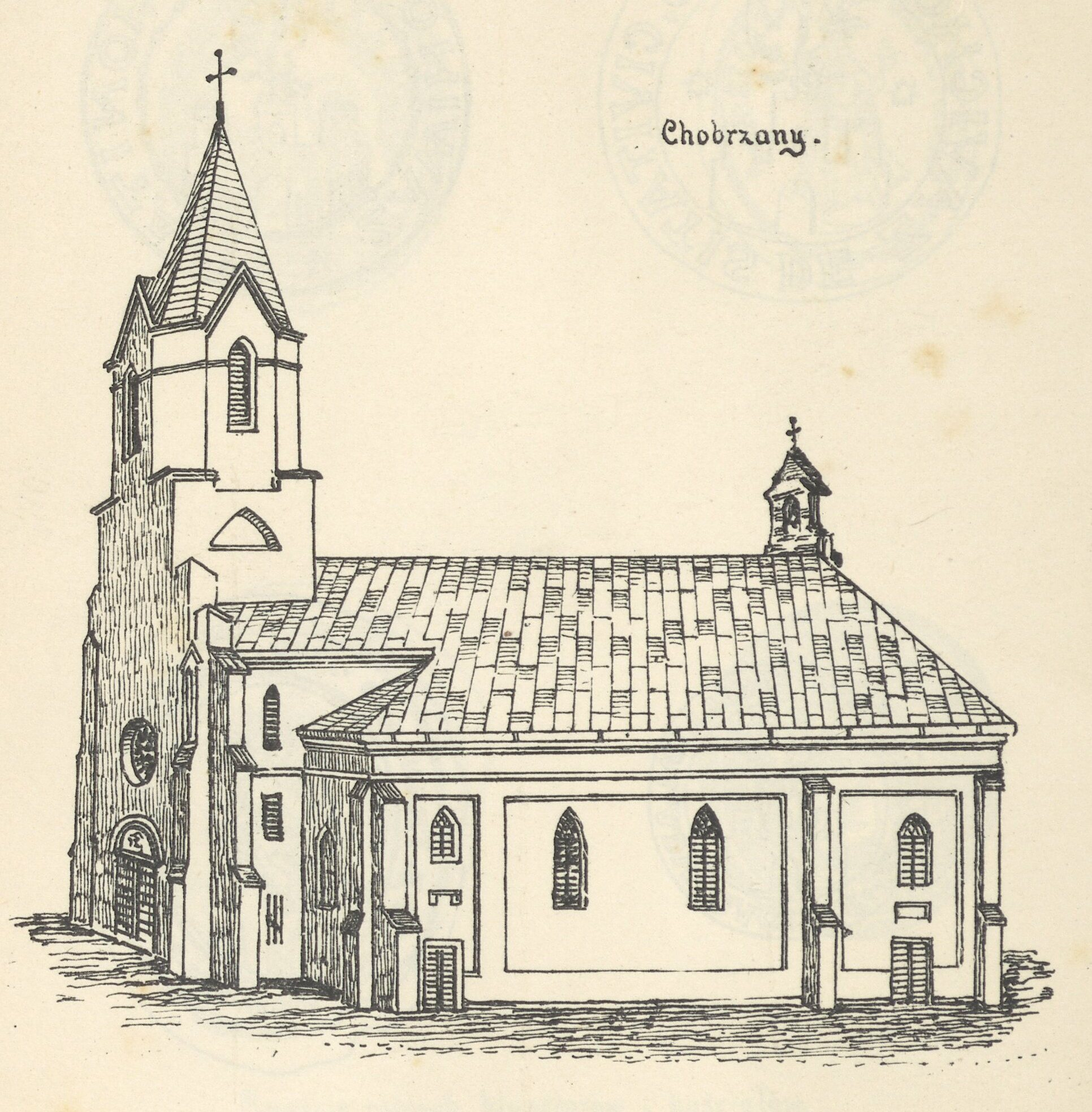
Kościół przed 1915